# Not safe for work
Not safe for work (NSFW, česky není bezpečné pro práci) je internetová zkratka používaná k označování URL adres a hypertextových odkazů, které odkazují na videa nebo webové stránky, které obsahují nahotu, pornografii, vulgarity, násilí nebo jiný potenciálně rušivý obsah, při jehož sledování si divák nemusí přát být viděn ve veřejném nebo formálním prostředí, například na pracovišti, ve škole nebo v rodinném prostředí. NSFW má zvláštní význam pro lidi, kteří se snaží o osobní používání internetu na pracovištích nebo ve školách, kde platí zásady zakazující přístup k sexuálním a násilným tématům.
Podobný výraz, not safe for life (NSFL, česky není bezpečné pro život), je používán pro obsah, který je natolik rušivý, že by mohl způsobit psychické trauma. Odkazy označené jako NSFL mohou obsahovat například zobrazení smrtelného násilí.